# Орден Сталина
Орден Сталина — проект ордена СССР, а также общественная награда в Российской Федерации. 
Неосуществленный проект государственной награды СССР. Вручается как награда общественно-политической постсоветской организации «Постоянный Президиум СНД СССР»

## Проект ордена Сталина
Вскоре после войны, 22 июня 1945 года, в Политбюро ЦК ВКП(б) поступило предложение, подписанное пятью советскими государственными и военными деятелями:

В Политбюро ЦК ВКП(б) 

Вносим на рассмотрение Политбюро следующие предложения: 

1. Наградить тов. Сталина орденом «Победа»;

2. Присвоить тов. Сталину звание Героя Советского Союза; 

3. Учредить орден Сталина; 

4. Соорудить Сталинскую Арку Победы при въезде в Москву на автостраде Москва — Минск. 

Соответствующие указы предлагаем принять на XII сессии Верховного Совета.
22.VI.45 г 

В. Молотов

Л. Берия

Г. Маленков

К. Ворошилов

А. Микоян

Из четырёх пунктов были реализованы два первых. В левом верхнем углу карандашом имеется пометка: «Мой архив. И. Сталин».
Известны 12 вариантов этой награды в металле (всего их было 13). Основной элемент образцов — медальон с портретом Сталина в круге, ромбе или пятиконечной звезде. Проект остановлен на стадии изготовления образцов в металле при подготовленном проекте указа Президиума Верховного Совета Союза ССР об учреждении ордена Сталина и статута награды.
В 1949 году в связи с 70-летием Сталина снова возник вопрос об учреждении ордена Сталина. В отделе нумизматики Русского музея в Санкт-Петербурге хранится увеличенная гипсовая модель ордена Сталина работы главного художника Ленинградского монетного двора Н. А. Соколова — точная копия знака ордена Ленина, но с портретом Сталина.
В 1953 году, сразу после смерти И. В. Сталина, были срочно изготовлены четыре экземпляра ордена генералиссимуса Сталина (без использования драгоценных металлов) для утверждения основными членами Президиума ЦК КПСС. Три экземпляра отправили в Москву, один — остался в Ленинграде в Мюнцкабинете Монетного двора. Разработка проекта была начата в апреле, якобы, на основании устного распоряжения начальника Гознака Г. П. Андреева. За основу проекта принят один из вариантов образцовых знаков 1949 года, где портрет, вписанный в круг, положен на пятиконечную звезду, которая, в свою очередь, положена на золотой венок из дубовых и лавровых ветвей. Между лучами звезды — золотое сияние. По кругу надпись: «Генералиссимус СССР Сталин». Предполагалось, что при изготовлении утверждённого ордена будут использованы золото и платина.
Проект так и не был утверждён в связи с произошедшими событиями по определению нового руководителя партии и государства и развенчанию культа личности Сталина.

## Общественная награда
Практически такой же орден выпускался в 1990-х годах «Постоянным Президиумом Съезда народных депутатов СССР», возглавлявшимся С. Умалатовой. Указом от 4 марта 1998 года был утверждён «Статут» данного ордена, в котором, в частности, говорилось: 

Орденом Сталина награждаются граждане Советского Союза, проявившие героизм в борьбе с антинародным режимом, а также граждане, внесшие вклад в восстановление единого советского пространства, построение социализма, в восстановление промышленного потенциала, сельского хозяйства, в укреплении обороноспособности и безопасности страны, в развитие науки и культуры, в укрепление дружбы между народами
«Награждения» (по некоторым данным, за плату) производились и позже. В середине 2002 года вступил в силу новый КоАП РФ, согласно которому, учреждение и изготовление знаков, имеющих внешнее сходство с государственными наградами Российской Федерации, РСФСР и СССР, было запрещено (ч. 2 ст. 17.11 КоАП РФ). Тем не менее, практика награждения орденом Сталина продолжилась и в последующие годы.